# سعوان، صنعاء

تعديل مصدري - تعديل

سعوان هي إحدى قرى الجمهورية اليمنية. تتبع جغرافيا لمحافظة صنعاء وإداريًا لمديرية بني حشيش و بني جرم . يبلغ تعداد سكانها 1544 نسمة حسب الإحصاء الذي أجري عام 2004.